# FIFA足球96
《FIFA足球96》是一款由Extended Play Productions公司制作、艺电发行的体育类游戏。游戏于1995年在Mega Drive、世嘉土星、Super 32X、Game Gear、PlayStation、超级任天堂和DOS上发行。
本游戏是一个足球类游戏。
游戏在英国成为最佳销售游戏。《PC Gamer》给予本游戏DOS版本92/100分的评价。